# 20 (Twenty)
A szócikk címe technikai okok miatt pontatlan. A helyes cím: 20 [Twenty].
A 20 [Twenty] a dél-koreai F.T. Island együttes japán nyelvű nagylemeze, melyet 2012. május 16-án jelentetett meg a Warner Music Japan. Az album megjelenését megelőzően három kislemezt adtak ki. A lemez a Billboard Japan Top Album és az Oricon heti listáján is jól szerepelt. Az album címe az együttes tagjainak átlag életkorát jelöli.

## Számlista
| Minden kiadvány | Minden kiadvány | Minden kiadvány                                                         | Minden kiadvány                                                | Minden kiadvány | Minden kiadvány | Minden kiadvány | Minden kiadvány | Minden kiadvány | Minden kiadvány |
| #               | Cím             | Dalszöveg                                                               | Zene                                                           | Hossz           |                 |                 |                 |                 |                 |
| --------------- | --------------- | ----------------------------------------------------------------------- | -------------------------------------------------------------- | --------------- | --------------- | --------------- | --------------- | --------------- | --------------- |
| 1.              | Let It Go!      | Kaji Katsura, Cshö Minhvan (Choi Minhwan), I Honggi (Lee Hong-gi)       | corin., Cshö Dzsonghun (Choi Jong-hoon)                        | 3:42            |                 |                 |                 |                 |                 |
| 2.              | Neverland       | Isivatari Dzsundzsi (いしわたり淳治)                                    | Youwhich, Daichi, Cshö Dzsonghun (Choi Jong-hoon)              | 3:42            |                 |                 |                 |                 |                 |
| 3.              | Stay            | Cshö Dzsonghun (Choi Jong-hoon), Kenn Kato                              | Cshö Dzsonghun (Choi Jong-hoon), corin.                        | 4:22            |                 |                 |                 |                 |                 |
| 4.              | Wanna Go        | Szong Szunghjon (Song Seung-hyun), Kenn Kato                            | Szong Szunghjon (Song Seung-hyun), Choi Min Hwan, corin.       | 3:26            |                 |                 |                 |                 |                 |
| 5.              | Someday         | I Dzsedzsin (Lee Jae-jin)                                               | I Dzsedzsin (Lee Jae-jin)                                      | 4:08            |                 |                 |                 |                 |                 |
| 6.              | Distance        | Kenn Kato, Szong Szunghjon (Song Seung-hyun), I Dzsedzsin (Lee Jae-jin) | corin.                                                         | 5:16            |                 |                 |                 |                 |                 |
| 7.              | Always          | Szong Szunghjon (Song Seung-hyun), Kenn Kato                            | Horikó Hiroki                                                  | 3:47            |                 |                 |                 |                 |                 |
| 8.              | Compass         | Szong Szunghjon (Song Seung-hyun), Kenn Kato                            | Szong Szunghjon (Song Seung-hyun), Cshö Minhvan (Choi Minhwan) | 3:50            |                 |                 |                 |                 |                 |
| 9.              | Paper Plane     | I Dzsedzsin (Lee Jae-jin), Kenn Kato                                    | I Dzsedzsin (Lee Jae-jin), corin.                              | 4:05            |                 |                 |                 |                 |                 |
| 10.             | Endless Story   | I Dzsedzsin (Lee Jae-jin), Kenn Kato                                    | I Dzsedzsin (Lee Jae-jin), Daichi                              | 4:10            |                 |                 |                 |                 |                 |
| 11.             | Life            | I Dzsedzsin (Lee Jae-jin), Kenn Kato                                    | Cshö Dzsonghun (Choi Jong-hoon)                                | 3:41            |                 |                 |                 |                 |                 |
| 44:02           |                 |                                                                         |                                                                |                 |                 |                 |                 |                 |                 |

| 12. | Hit the Sands |  | Youwhich, Daichi, Cshö Dzsonghun (Choi Jong-hoon) | 3:42 |

## Slágerlisták
A lemez negyedik helyen debütált az Oricon heti albumlistáján, az első héten 41 726 példányt adtak el belőle, ezzel az együttes legjobb első heti eladását produkálta Japánban. Az album a Billboard Japan magazin Top Albums listáján is a negyedik helyen nyitott.
| Év   | Slágerlista                | Legmagasabb helyezés |
| ---- | -------------------------- | -------------------- |
| 2012 | Billboard Japan Top Albums | 4                    |
| 2012 | Oricon heti albumlista     | 4                    |

## Fordítás
- Ez a szócikk részben vagy egészben  a(z)   20 (Twenty) című angol Wikipédia-szócikk fordításán alapul.  Az eredeti cikk szerkesztőit annak laptörténete sorolja fel. Ez a jelzés csupán a megfogalmazás eredetét és a szerzői jogokat jelzi, nem szolgál a cikkben szereplő információk forrásmegjelöléseként.